# Rutstroemia
Rutstroemia es un género de hongos en la familia Rutstroemiaceae. Fue circunscripto por Petter Karsten en 1871.

## Especies
- Rutstroemia bolaris
- Rutstroemia bulgarioides
- Rutstroemia calopus
- Rutstroemia conformata
- Rutstroemia coracina
- Rutstroemia elatina
- Rutstroemia firma
- Rutstroemia fruticeti
- Rutstroemia gallincola
- Rutstroemia henningsiana
- Rutstroemia hercynica
- Rutstroemia juniperi
- Rutstroemia lindaviana
- Rutstroemia maritima
- Rutstroemia microspora
- Rutstroemia paludosa
- Rutstroemia petiolorum
- Rutstroemia plana
- Rutstroemia rhenana
- Rutstroemia rubi
- Rutstroemia sydowiana